# N 02
Die N 02 (kyrillisch Н 02) ist eine nationale Fernstraße in der Ukraine. Sie führt von Radywyliw, wo sie im Südwesten der Oblast Riwne von der internationalen Fernstraße M 06 abzweigt, in östlicher Richtung über Kremenez, Jampil, Hryziw, Ljubar, Kosjatyn, Bila Zerkwa und Kaniw nach Sofijiwka, wo sie die nationale Straße N 08 erreicht.
Die Straße verläuft durch sieben Oblaste und ist mit einer Länge von über 500 km die zweitlängste nationale Fernstraße des Landes.

## Geschichte
Die Straße wurde in ihrem heutigen Verlauf mit Wirkung vom 1. Januar 2016 ausgewiesen.

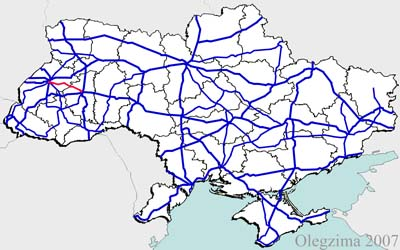
Früherer Verlauf der N 02 im ukrainischen Fernstraßennetz (vor 1. Januar 2016)

Zuvor kennzeichnete die Nummer N 02 eine völlig andere Straße, die Lwiw an der Europastraße 40 mit dem 127 km entfernten Ternopil an der Europastraße 50 verband. Diese Straße wurde per 1. Januar 2016 Teil der internationalen Fernstraße M 09, die von Lwiw weiter zur Grenze mit Polen führt.
Die alte Strecke gehörte bis 1918 zum österreichischen Kronland Galizien und wurde als Podolier Reichsstraße bezeichnet. Diese Straße gehörte zwischen 1918 und 1939 zum Territorium der Zweiten Polnischen Republik und wurde durch das polnische Straßengesetz vom 10. Dezember 1920 zur Staatsstraße (droga państwowa) erklärt.